# Sudáfrica en la Copa Mundial de Fútbol de 2010
La Selección de Sudáfrica fue uno de los 32 equipos participantes de la Copa Mundial de Fútbol de 2010 que se realizó en Sudáfrica. El seleccionado sudafricano clasificó gracias a su derecho de organizador del torneo.
Entre sus jugadores destacan figuras como Steven Pienaar, Aaron Mokoena y Kagiso Dikgacoi, bajo la conducción técnica del entrenador Carlos Alberto Parreira.

## Jugadores
| #     | Nombre                  | Posición      | Edad | PJ Sel | Club              |
| ----- | ----------------------- | ------------- | ---- | ------ | ----------------- |
| 1     | Moneeb Josephs          | Portero       | 30   | 17     | Orlando Pirates   |
| 2     | Siboniso Gaxa           | Defensa       | 26   | 37     | Mamelodi Sundowns |
| 3     | Tsepo Masilela          | Defensa       | 25   | 30     | Maccabi Haifa     |
| 4     | Aaron Mokoena           | Defensa       | 29   | 101    | Portsmouth        |
| 5     | Anele Ngcongca †        | Defensa       | 22   | 5      | Genk              |
| 6     | MacBeth Sibaya          | Mediocampista | 32   | 58     | Rubín Kazán       |
| 7     | Lance Davids            | Mediocampista | 25   | 22     | Ajax Cape Town    |
| 8     | Siphiwe Tshabalala      | Mediocampista | 25   | 49     | Kaizer Chiefs     |
| 9     | Katlego Mphela          | Delantero     | 25   | 30     | Mamelodi Sundowns |
| 10    | Steven Pienaar          | Mediocampista | 28   | 50     | Everton           |
| 11    | Teko Modise             | Mediocampista | 27   | 52     | Orlando Pirates   |
| 12    | Reneilwe Letsholonyane  | Mediocampista | 28   | 13     | Kaizer Chiefs     |
| 13    | Kagiso Dikgacoi         | Mediocampista | 25   | 37     | Fulham            |
| 14    | Matthew Booth           | Defensa       | 33   | 27     | Mamelodi Sundowns |
| 15    | Lucas Thwala            | Defensa       | 28   | 24     | Orlando Pirates   |
| 16    | Itumeleng Khune         | Portero       | 22   | 27     | Kaizer Chiefs     |
| 17    | Bernard Parker          | Delantero     | 24   | 28     | Twente            |
| 18    | Siyabonga Nomvethe      | Delantero     | 32   | 76     | Moroka Swallows   |
| 19    | Surprise Moriri         | Mediocampista | 30   | 34     | Mamelodi Sundowns |
| 20    | Bongani Khumalo         | Defensa       | 23   | 14     | Supersport United |
| 21    | Siyabonga Sangweni      | Defensa       | 28   | 8      | Golden Arrows     |
| 22    | Shu-Aib Walters         | Portero       | 28   | -      | Maritzburg United |
| 23    | Thanduyise Khuboni      | Mediocampista | 24   | 9      | Golden Arrows     |
| D. T. | Carlos Alberto Parreira |               |      |        |                   |

## Participación
- Los horarios son correspondientes a la hora local sudafricana (UTC+2).

### Partidos
| Fecha       | Lugar         | Instancia      |           |                      | Resultado |                      |           |
| ----------- | ------------- | -------------- | --------- | -------------------- | --------- | -------------------- | --------- |
| 11 de junio | Johannesburgo | Fase de grupos | Sudáfrica | Bandera de Sudáfrica | 1:1 (0:0) | Bandera de México    | México    |
| 17 de junio | Pretoria      | Fase de grupos | Sudáfrica | Bandera de Sudáfrica | 0:3 (0:1) | Bandera de Uruguay   | Uruguay   |
| 22 de junio | Bloemfontein  | Fase de grupos | Francia   | Bandera de Francia   | 1:2 (0:2) | Bandera de Sudáfrica | Sudáfrica |

### Fase de grupos - Grupo A
Por ser anfitrión del certamen, a Sudáfrica le correspondió estar como cabeza de serie en el Grupo A, considerado como uno de los dos grupos de la muerte del mundial; siendo el grupo G el otro. En el grupo A se encontraban incluidas las selecciones de México, Francia y Uruguay. Pese a ser el país sede, la selección sudafricana no era favorita para clasificar a octavos de final, aunque en todas las copas del mundo celebradas anteriormente la selección del país sede había avanzado a octavos de final al menos.
| Selección | Pts | PJ | PG | PE | PP | GF | GC | Dif |
| --------- | --- | -- | -- | -- | -- | -- | -- | --- |
| Uruguay   | 7   | 3  | 2  | 1  | 0  | 4  | 0  | 4   |
| México    | 4   | 3  | 1  | 1  | 1  | 3  | 2  | 1   |
| Sudáfrica | 4   | 3  | 1  | 1  | 1  | 3  | 5  | −2  |
| Francia   | 1   | 3  | 0  | 1  | 2  | 1  | 4  | −3  |

|  | Clasificados a los octavos de final. |

#### Sudáfrica vs. México
| 11 de junio, 16:00 | Sudáfrica      | 1:1 (0:0) | México      | Estadio Soccer City, Johannesburgo                          |                                                             |
|                    | Tshabalala 55' | Reporte   | Márquez 79' | Asistencia: 84 490 espectadores Árbitro(s): Ravshan Irmatov | Asistencia: 84 490 espectadores Árbitro(s): Ravshan Irmatov |

| 16         | Guardameta     | Itumeleng Khune         |     |
| 2          | Defensa        | Siboniso Gaxa           |     |
| 4          | Defensa        | Aaron Mokoena           |     |
| 15         | Defensa        | Lucas Thwala            | 46' |
| 20         | Defensa        | Bongani Khumalo         |     |
| 8          | Centrocampista | Siphiwe Tshabalala      |     |
| 10         | Centrocampista | Steven Pienaar          | 83' |
| 11         | Centrocampista | Teko Modise             |     |
| 12         | Centrocampista | Reneilwe Letsholonyane  |     |
| 13         | Centrocampista | Kagisho Dikgacoi        |     |
| 9          | Delantero      | Katlego Mphela          |     |
| Entrenador | Entrenador     | Carlos Alberto Parreira |     |

| 1          | Guardameta     | Oscar Pérez         |     |
| 2          | Defensa        | Francisco Rodríguez |     |
| 3          | Defensa        | Carlos Salcido      |     |
| 5          | Defensa        | Ricardo Osorio      |     |
| 12         | Defensa        | Paul Aguilar        | 55' |
| 4          | Centrocampista | Rafael Márquez      |     |
| 6          | Centrocampista | Gerardo Torrado     |     |
| 16         | Centrocampista | Efraín Juárez       |     |
| 9          | Delantero      | Guillermo Franco    | 73' |
| 11         | Delantero      | Carlos Vela         | 69' |
| 17         | Delantero      | Giovani dos Santos  |     |
| Entrenador | Entrenador     | Javier Aguirre      |     |

| 3  | Defensa   | Tsepo Masilela | 46' |
| 17 | Delantero | Bernard Parker | 83' |

| 18 | Centrocampista | Andrés Guardado   | 55' |
| 10 | Delantero      | Cuauhtémoc Blanco | 69' |
| 14 | Delantero      | Javier Hernández  | 73' |

| Anotado | 55' | Siphiwe Tshabalala | 1:0 |

| Anotado | 79' | Rafael Márquez | 1:1 |

| Amonestado | 27' | Kagisho Dikgacoi |
| Amonestado | 70' | Tsepo Masilela   |

| Amonestado | 18' | Efraín Juárez   |
| Amonestado | 57' | Gerardo Torrado |

| Árbitro             | Ravshan Irmatov        |
| Árbitros asistentes | Rafael Ilyasov         |
| Árbitros asistentes | Bakhadyr Kochkarov     |
| Cuarto árbitro      | Subkhiddin Mohd Salleh |
| Quinto árbitro      | Mu Yuxin               |

| 16         | Guardameta     | Itumeleng Khune         |     |
| 2          | Defensa        | Siboniso Gaxa           |     |
| 4          | Defensa        | Aaron Mokoena           |     |
| 15         | Defensa        | Lucas Thwala            | 46' |
| 20         | Defensa        | Bongani Khumalo         |     |
| 8          | Centrocampista | Siphiwe Tshabalala      |     |
| 10         | Centrocampista | Steven Pienaar          | 83' |
| 11         | Centrocampista | Teko Modise             |     |
| 12         | Centrocampista | Reneilwe Letsholonyane  |     |
| 13         | Centrocampista | Kagisho Dikgacoi        |     |
| 9          | Delantero      | Katlego Mphela          |     |
| Entrenador | Entrenador     | Carlos Alberto Parreira |     |

| 1          | Guardameta     | Oscar Pérez         |     |
| 2          | Defensa        | Francisco Rodríguez |     |
| 3          | Defensa        | Carlos Salcido      |     |
| 5          | Defensa        | Ricardo Osorio      |     |
| 12         | Defensa        | Paul Aguilar        | 55' |
| 4          | Centrocampista | Rafael Márquez      |     |
| 6          | Centrocampista | Gerardo Torrado     |     |
| 16         | Centrocampista | Efraín Juárez       |     |
| 9          | Delantero      | Guillermo Franco    | 73' |
| 11         | Delantero      | Carlos Vela         | 69' |
| 17         | Delantero      | Giovani dos Santos  |     |
| Entrenador | Entrenador     | Javier Aguirre      |     |

| 3  | Defensa   | Tsepo Masilela | 46' |
| 17 | Delantero | Bernard Parker | 83' |

| 18 | Centrocampista | Andrés Guardado   | 55' |
| 10 | Delantero      | Cuauhtémoc Blanco | 69' |
| 14 | Delantero      | Javier Hernández  | 73' |

| Anotado | 55' | Siphiwe Tshabalala | 1:0 |

| Anotado | 79' | Rafael Márquez | 1:1 |

| Amonestado | 27' | Kagisho Dikgacoi |
| Amonestado | 70' | Tsepo Masilela   |

| Amonestado | 18' | Efraín Juárez   |
| Amonestado | 57' | Gerardo Torrado |

| Árbitro             | Ravshan Irmatov        |
| Árbitros asistentes | Rafael Ilyasov         |
| Árbitros asistentes | Bakhadyr Kochkarov     |
| Cuarto árbitro      | Subkhiddin Mohd Salleh |
| Quinto árbitro      | Mu Yuxin               |

| Estadísticas      | Bandera de Sudáfrica | Bandera de México |
| Tiros             | 9                    | 14                |
| Tiros a puerta    | 5                    | 5                 |
| Faltas            | 17                   | 13                |
| Saques de esquina | 4                    | 5                 |
| Penaltis          | 0                    | 0                 |
| Fueras de juego   | 3                    | 6                 |
| Posesión de balón | 42%                  | 58%               |

#### Sudáfrica vs. Uruguay
| 16 de junio, 20:30 | Sudáfrica | 0:3 (0:1) | Uruguay                                | Estadio Loftus Versfeld, Pretoria                           |                                                             |
|                    |           | Reporte   | Forlán 24', 80' (pen.) · Pereira 90+5' | Asistencia: 42 658 espectadores Árbitro(s): Massimo Busacca | Asistencia: 42 658 espectadores Árbitro(s): Massimo Busacca |

| 16         | Guardameta     | Itumeleng Khune         |     |
| 2          | Defensa        | Siboniso Gaxa           |     |
| 3          | Defensa        | Tsepo Masilela          |     |
| 4          | Defensa        | Aaron Mokoena           |     |
| 20         | Defensa        | Bongani Khumalo         |     |
| 8          | Centrocampista | Siphiwe Tshabalala      |     |
| 10         | Centrocampista | Steven Pienaar          | 79' |
| 11         | Centrocampista | Teko Modise             |     |
| 12         | Centrocampista | Reneilwe Letsholonyane  | 57' |
| 13         | Centrocampista | Kagisho Dikgacoi        |     |
| 9          | Delantero      | Katlego Mphela          |     |
| Entrenador | Entrenador     | Carlos Alberto Parreira |     |

| 1          | Guardameta     | Fernando Muslera         |     |
| 2          | Defensa        | Diego Lugano             |     |
| 3          | Defensa        | Diego Godín              |     |
| 4          | Defensa        | Jorge Fucile             | 71' |
| 16         | Defensa        | Maximiliano Pereira      |     |
| 11         | Centrocampista | Álvaro Pereira           |     |
| 15         | Centrocampista | Diego Pérez              | 90' |
| 17         | Centrocampista | Egidio Arévalo Ríos      |     |
| 7          | Delantero      | Edinson Cavani           | 89' |
| 9          | Delantero      | Luis Suárez              |     |
| 10         | Delantero      | Diego Forlán             |     |
| Entrenador | Entrenador     | Óscar Washington Tabárez |     |

| 19 | Centrocampista | Surprise Moriri | 57' |
| 1  | Guardameta     | Moneeb Josephs  | 79' |

| 20 | Centrocampista | Álvaro Fernández    | 71' |
| 21 | Delantero      | Sebastián Fernández | 89' |
| 5  | Centrocampista | Walter Gargano      | 90' |

| Anotado         | 24'   | Diego Forlán   | 0:1 |
| Anotado · Penal | 80'   | Diego Forlán   | 0:2 |
| Anotado         | 90+5' | Álvaro Pereira | 0:3 |

| Amonestado | 6'  | Steven Pienaar   |
| Amonestado | 42' | Kagisho Dikgacoi |
| Expulsado  | 76' | Itumeleng Khune  |

| Árbitro             | Massimo Busacca    |
| Árbitros asistentes | Matthias Arnet     |
| Árbitros asistentes | Francesco Buragina |
| Cuarto árbitro      | Wolfgang Stark     |
| Quinto árbitro      | Jan-Hendrik Salver |

| 16         | Guardameta     | Itumeleng Khune         |     |
| 2          | Defensa        | Siboniso Gaxa           |     |
| 3          | Defensa        | Tsepo Masilela          |     |
| 4          | Defensa        | Aaron Mokoena           |     |
| 20         | Defensa        | Bongani Khumalo         |     |
| 8          | Centrocampista | Siphiwe Tshabalala      |     |
| 10         | Centrocampista | Steven Pienaar          | 79' |
| 11         | Centrocampista | Teko Modise             |     |
| 12         | Centrocampista | Reneilwe Letsholonyane  | 57' |
| 13         | Centrocampista | Kagisho Dikgacoi        |     |
| 9          | Delantero      | Katlego Mphela          |     |
| Entrenador | Entrenador     | Carlos Alberto Parreira |     |

| 1          | Guardameta     | Fernando Muslera         |     |
| 2          | Defensa        | Diego Lugano             |     |
| 3          | Defensa        | Diego Godín              |     |
| 4          | Defensa        | Jorge Fucile             | 71' |
| 16         | Defensa        | Maximiliano Pereira      |     |
| 11         | Centrocampista | Álvaro Pereira           |     |
| 15         | Centrocampista | Diego Pérez              | 90' |
| 17         | Centrocampista | Egidio Arévalo Ríos      |     |
| 7          | Delantero      | Edinson Cavani           | 89' |
| 9          | Delantero      | Luis Suárez              |     |
| 10         | Delantero      | Diego Forlán             |     |
| Entrenador | Entrenador     | Óscar Washington Tabárez |     |

| 19 | Centrocampista | Surprise Moriri | 57' |
| 1  | Guardameta     | Moneeb Josephs  | 79' |

| 20 | Centrocampista | Álvaro Fernández    | 71' |
| 21 | Delantero      | Sebastián Fernández | 89' |
| 5  | Centrocampista | Walter Gargano      | 90' |

| Anotado         | 24'   | Diego Forlán   | 0:1 |
| Anotado · Penal | 80'   | Diego Forlán   | 0:2 |
| Anotado         | 90+5' | Álvaro Pereira | 0:3 |

| Amonestado | 6'  | Steven Pienaar   |
| Amonestado | 42' | Kagisho Dikgacoi |
| Expulsado  | 76' | Itumeleng Khune  |

| Árbitro             | Massimo Busacca    |
| Árbitros asistentes | Matthias Arnet     |
| Árbitros asistentes | Francesco Buragina |
| Cuarto árbitro      | Wolfgang Stark     |
| Quinto árbitro      | Jan-Hendrik Salver |

| \| Estadísticas \| \| \| \| Tiros \| 10 \| 19 \| \| Tiros a puerta \| 3 \| 6 \| \| Faltas \| 14 \| 10 \| \| Saques de esquina \| 3 \| 4 \| \| Penaltis \| 0 \| 1 (1) \| \| Fueras de juego \| 3 \| 2 \| \| Posesión de balón \| 51% \| 49% \| |                      |                    |
| Estadísticas | Bandera de Sudáfrica | Bandera de Uruguay |
| Tiros | 10                   | 19                 |
| Tiros a puerta | 3                    | 6                  |
| Faltas | 14                   | 10                 |
| Saques de esquina | 3                    | 4                  |
| Penaltis | 0                    | 1 (1)              |
| Fueras de juego | 3                    | 2                  |
| Posesión de balón | 51%                  | 49%                |

#### Francia vs. Sudáfrica
| 22 de junio, 16:00 | Francia     | 1:2 (0:2) | Sudáfrica                | Estadio Free State, Bloemfontein                       |                                                        |
|                    | Malouda 70' | Reporte   | Khumalo 20' · Mphela 37' | Asistencia: 39 415 espectadores Árbitro(s): Óscar Ruiz | Asistencia: 39 415 espectadores Árbitro(s): Óscar Ruiz |

| 1          | Guardameta     | Hugo Lloris         |     |
| 2          | Defensa        | Bacary Sagna        |     |
| 5          | Defensa        | William Gallas      |     |
| 17         | Defensa        | Sébastien Squillaci |     |
| 22         | Defensa        | Gaël Clichy         |     |
| 8          | Centrocampista | Yoann Gourcuff      |     |
| 18         | Centrocampista | Alou Diarra         | 82' |
| 19         | Centrocampista | Abou Diaby          |     |
| 7          | Delantero      | Franck Ribéry       |     |
| 9          | Delantero      | Djibril Cissé       | 55' |
| 11         | Delantero      | André-Pierre Gignac | 46' |
| Entrenador | Entrenador     | Raymond Domenech    |     |

| 1          | Guardameta     | Moneeb Josephs          |     |
| 3          | Defensa        | Tsepo Masilela          |     |
| 4          | Defensa        | Aaron Mokoena           |     |
| 5          | Defensa        | Anele Ngcongca          | 55' |
| 20         | Defensa        | Bongani Khumalo         |     |
| 6          | Centrocampista | MacBeth Sibaya          |     |
| 8          | Centrocampista | Siphiwe Tshabalala      |     |
| 10         | Centrocampista | Steven Pienaar          |     |
| 23         | Centrocampista | Thanduyise Khuboni      | 78' |
| 9          | Delantero      | Katlego Mphela          |     |
| 17         | Delantero      | Bernard Parker          | 68' |
| Entrenador | Entrenador     | Carlos Alberto Parreira |     |

| 15 | Centrocampista | Florent Malouda | 46' |
| 12 | Delantero      | Thierry Henry   | 55' |
| 10 | Delantero      | Sidney Govou    | 82' |

| 2  | Defensa        | Siboniso Gaxa      | 55' |
| 18 | Delantero      | Siyabonga Nomvethe | 68' |
| 11 | Centrocampista | Teko Modise        | 78' |

| Anotado | 70' | Florent Malouda | 1:2 |

| Anotado | 20' | Bongani Khumalo | 0:1 |
| Anotado | 37' | Katlego Mphela  | 0:2 |

| Expulsado  | 25' | Yoann Gourcuff |
| Amonestado | 71' | Abou Diaby     |

| Árbitro             | Óscar Ruiz       |
| Árbitros asistentes | Abraham González |
| Árbitros asistentes | Humberto Clavijo |
| Cuarto árbitro      | Héctor Baldassi  |
| Quinto árbitro      | Ricardo Casas    |

| 1          | Guardameta     | Hugo Lloris         |     |
| 2          | Defensa        | Bacary Sagna        |     |
| 5          | Defensa        | William Gallas      |     |
| 17         | Defensa        | Sébastien Squillaci |     |
| 22         | Defensa        | Gaël Clichy         |     |
| 8          | Centrocampista | Yoann Gourcuff      |     |
| 18         | Centrocampista | Alou Diarra         | 82' |
| 19         | Centrocampista | Abou Diaby          |     |
| 7          | Delantero      | Franck Ribéry       |     |
| 9          | Delantero      | Djibril Cissé       | 55' |
| 11         | Delantero      | André-Pierre Gignac | 46' |
| Entrenador | Entrenador     | Raymond Domenech    |     |

| 1          | Guardameta     | Moneeb Josephs          |     |
| 3          | Defensa        | Tsepo Masilela          |     |
| 4          | Defensa        | Aaron Mokoena           |     |
| 5          | Defensa        | Anele Ngcongca          | 55' |
| 20         | Defensa        | Bongani Khumalo         |     |
| 6          | Centrocampista | MacBeth Sibaya          |     |
| 8          | Centrocampista | Siphiwe Tshabalala      |     |
| 10         | Centrocampista | Steven Pienaar          |     |
| 23         | Centrocampista | Thanduyise Khuboni      | 78' |
| 9          | Delantero      | Katlego Mphela          |     |
| 17         | Delantero      | Bernard Parker          | 68' |
| Entrenador | Entrenador     | Carlos Alberto Parreira |     |

| 15 | Centrocampista | Florent Malouda | 46' |
| 12 | Delantero      | Thierry Henry   | 55' |
| 10 | Delantero      | Sidney Govou    | 82' |

| 2  | Defensa        | Siboniso Gaxa      | 55' |
| 18 | Delantero      | Siyabonga Nomvethe | 68' |
| 11 | Centrocampista | Teko Modise        | 78' |

| Anotado | 70' | Florent Malouda | 1:2 |

| Anotado | 20' | Bongani Khumalo | 0:1 |
| Anotado | 37' | Katlego Mphela  | 0:2 |

| Expulsado  | 25' | Yoann Gourcuff |
| Amonestado | 71' | Abou Diaby     |

| Árbitro             | Óscar Ruiz       |
| Árbitros asistentes | Abraham González |
| Árbitros asistentes | Humberto Clavijo |
| Cuarto árbitro      | Héctor Baldassi  |
| Quinto árbitro      | Ricardo Casas    |

| Estadísticas      | Bandera de Francia | Bandera de Sudáfrica |
| Tiros             | 10                 | 21                   |
| Tiros a puerta    | 4                  | 10                   |
| Faltas            | 10                 | 12                   |
| Saques de esquina | 3                  | 5                    |
| Penaltis          | 0                  | 0                    |
| Fueras de juego   | 6                  | 3                    |
| Posesión de balón | 50%                | 50%                  |

## Estadísticas

### Participación de jugadores
| #  | Nombre                 | Posición      | PJ | Min |   | Asist | Tiros  | Faltas |   |   |
| -- | ---------------------- | ------------- | -- | --- | - | ----- | ------ | ------ | - | - |
| 2  | Siboniso Gaxa          | Defensa       | 3  | 215 | 0 | 0     | 2      | 1-1    | 0 | 0 |
| 3  | Tsepo Masilela         | Defensa       | 3  | 224 | 0 | 1     | 0      | 5-2    | 1 | 0 |
| 4  | Aaron Mokoena          | Defensa       | 3  | 270 | 0 | 0     | 0      | 6-2    | 0 | 0 |
| 5  | Anele Ngcongca         | Defensa       | 1  | 55  | 0 | 0     | 0      | 0-0    | 0 | 0 |
| 6  | MacBeth Sibaya         | Mediocampista | 1  | 90  | 0 | 0     | 1      | 1-1    | 0 | 0 |
| 7  | Lance Davids           | Mediocampista | 0  | 0   | 0 | 0     | 0      | 0-0    | 0 | 0 |
| 8  | Siphiwe Tshabalala     | Mediocampista | 3  | 270 | 1 | 1     | 9      | 2-1    | 0 | 0 |
| 9  | Katlego Mphela         | Delantero     | 3  | 270 | 1 | 0     | 11     | 5-1    | 0 | 0 |
| 10 | Steven Pienaar         | Mediocampista | 3  | 252 | 0 | 0     | 6      | 10-8   | 1 | 0 |
| 11 | Teko Modise            | Mediocampista | 3  | 192 | 0 | 0     | 6      | 1-5    | 0 | 0 |
| 12 | Reneilwe Letsholonyane | Mediocampista | 2  | 147 | 0 | 0     | 0      | 4-2    | 0 | 0 |
| 13 | Kagiso Dikgacoi        | Mediocampista | 2  | 180 | 0 | 1     | 2      | 4-2    | 2 | 0 |
| 14 | Matthew Booth          | Defensa       | 0  | 0   | 0 | 0     | 0      | 0-0    | 0 | 0 |
| 15 | Lucas Thwala           | Defensa       | 1  | 46  | 0 | 0     | 0      | 1-1    | 0 | 0 |
| 17 | Bernard Parker         | Delantero     | 2  | 75  | 0 | 0     | 1      | 0-0    | 0 | 0 |
| 18 | Siyabonga Nomvethe     | Delantero     | 1  | 22  | 0 | 0     | 0      | 0-1    | 0 | 0 |
| 19 | Surprise Moriri        | Mediocampista | 1  | 33  | 0 | 0     | 0      | 0-0    | 0 | 0 |
| 20 | Bongani Khumalo        | Defensa       | 3  | 270 | 1 | 0     | 1      | 0-1    | 0 | 0 |
| 21 | Siyabonga Sangweni     | Defensa       | 0  | 0   | 0 | 0     | 0      | 0-0    | 0 | 0 |
| 23 | Thanduyise Khuboni     | Mediocampista | 1  | 78  | 0 | 0     | 1      | 2-1    | 0 | 0 |
| #  | Nombre                 | Posición      | PJ | Min |   | Prom. | Atajos | Faltas |   |   |
| 1  | Moneeb Josephs         | Portero       | 2  | 101 | 3 | 1,5   | 4      | 0-1    | 0 | 0 |
| 16 | Itumeleng Khune        | Portero       | 2  | 166 | 2 | 1     | 4      | 1-0    | 0 | 1 |
| 22 | Shu-Aib Walters        | Portero       | 0  | 0   | 0 | 0     | 0      | 0-0    | 0 | 0 |

### Goleadores
Tabla confeccionada a partir de los criterios utilizados para elegir la Bota de Oro.
Simbología:

: goles anotados.

A: número de asistencias para gol.

Min: minutos jugados.

GJ: goles en jugadas.

GP: goles de penal.

| Jugador            | Anotado | A. | Min. | GJ | GP |
| ------------------ | ------- | -- | ---- | -- | -- |
| Siphiwe Tshabalala | 1       | 1  | 270  | 1  | 0  |
| Bongani Khumalo    | 1       | 0  | 270  | 1  | 0  |
| Katlego Mphela     | 1       | 0  | 270  | 1  | 0  |